# 76 mm armata dywizyjna wz. 1933
76 mm armata dywizyjna wz. 1933 (ros. 76-мм дивизионная пушка обр. 1933 г.) – radziecka armata polowa przyjęta do uzbrojenia Armii Czerwonej w 1933 roku.
Armata ta powstała przez osadzenie na łożu haubicy wz. 1910/30 lufy o długości L/50 i kalibru 76,2 mm. Zamek śrubowy identyczny jak w  armacie wz. 1902.